# Альфредо Перес Рубалькаба
Альфредо Перес Рубалькаба (ісп. Alfredo Pérez Rubalcaba; 28 липня 1951, Соларес — 10 травня 2019) — іспанський політик. З 4 лютого 2012 року до 2017 був генеральним секретарем ІСРП. З квітня 2006 року по липень 2011 року обіймав посаду міністра внутрішніх справ Іспанії в кабінеті Сапатеро. До цього в 1992–1993 роках працював на посаді міністра освіти і науки в кабінеті Феліпе Гонсалеса.
Рубалькаба очолював список соціал-демократів на парламентських виборах 2011 року, за результатами яких його партія отримала лише 110 з 330 депутатських мандатів, що стало найнижчим результатом за весь час існування партії.

## Біографія
У 1974 році Альфредо Перес Рубалькаба вступив в тоді ще заборонену за життя Франко ІСРП і займався політикою в галузі освіти і наукових досліджень. У 1988 році при Феліпе Гонсалеса, який став першим представником ІСРП на посту прем'єр-міністра Іспанії, Рубалькаба отримав посаду державного секретаря з питань освіти, а в 1992 році був призначений міністром освіти і науки.
Після поразки ІСРП на виборах в 1996 році Рубалькаба був обраний уповноваженим з комунікацій своєї партії. На переговорах 1999 з баскської терористичної організацією ЕТА Рубалькаба відповідав за комунікації з урядом Хосе Марії Аснара. На з'їзді партії в 2000 році, коли Родрігес Сапатеро був обраний генеральним секретарем ІСРП, Рубалькаба увійшов до складу правління партії.
На парламентських виборах 14 березня 2004 Рубалькаба відповідав за передвиборчу кампанію ІСРП. 11 квітня 2006 Рубалькаба був призначений міністром внутрішніх справ Іспанії, змінивши на цій посаді Хосе Антоніо Алонсо Суареса, призначеного міністром оборони Іспанії.
Коли в квітні 2011 року Сапатеро заявив про те, що не висуватиме свою кандидатуру на наступних виборах, Рубалькаба став номером один у списку ІСРП. У липні 2011 року він склав усі свої повноваження в уряді. 29 липня 2011 прем'єр-міністр Сапатеро оголосив про проведення дострокових виборів 20 листопада 2011 року, де ІСРП зазнала поразки.
Після виборів Рубалькаба очолив фракцію ІСРП в парламенті і на 38-му з'їзді ІСРП 4 лютого 2012 був обраний генеральним секретарем партії, незначно випередивши іншого кандидата, Карме Чакон.